# Retour au parc de l'horreur
 (avril 2025).
Motif : ou sont les références secondaires centrées qui démontrent l'admissibilité ?
- Archive Wikiwix
- Bing
- Cairn
- DuckDuckGo
- E. Universalis
- Gallica
- Google
- G. Books
- G. News
- G. Scholar
- Persée
- Qwant
- (zh) Baidu
- (ru) Yandex
- (wd) trouver des œuvres sur Wikidata

| 1. | Préciser le motif de la pose du bandeau. | Précisez le motif de la pose du bandeau en utilisant la syntaxe suivante : {{admissibilité à vérifier\|date=avril 2025\|motif=remplacez ce texte par le motif}}                                  |
| 2. | Informer les utilisateurs concernés.     | Pensez à avertir le créateur de l'article, par exemple, en insérant le code ci-dessous sur sa page de discussion : {{subst:avertissement admissibilité à vérifier\|Retour au parc de l'horreur}} |

Retour au Parc de l'Horreur est un roman écrit par R. L. Stine en 1999. C'est le 62e livre de la série Chair de poule. Il est traduit de l'américain par Smahann Ben Nouna. 
Il fait suite au livre Le Parc de l'horreur.

## Le livre originel
Le titre original de ce livre est : Return to horrorland - littéralement : Retour à Horreurland, ou "Retour au Parc de l'Horreur". Dans l'édition américaine, ce livre est le 13e de la série Goosebumps, écrite par R.L. Stine.
Ce livre est constitué de 27 chapitres.

## Description de la couverture du livre français
En arrière-plan, devant un ciel vert, on voit un sentier de terre et d'herbes, des buissons, et au-delà, une grande roue et un carrousel étrange. Tout devant, un monstre nous regarde. Il a la peau verte, de grands yeux orange sans cils, les sourcils froncés, de grandes oreilles pointues, des cornes vertes enroulées comme celles d'un bélier, un gros nez plat, et une bouche dentue ouverte et souriante. Il est habillé d'une veste violette à boutons orange. Ses bras croisés laissent voir deux mains griffues.

## Résumé
Six mois après leur terrible aventure au Parc de l'Horreur, les Morris reçoivent la visite de deux présentateurs très connus : Derek Strange et Marco Strange (leur nom de famille voulant bien sûr dire "étrange" !). Ces derniers proposent à Lise, Luc et Matthieu (grande sœur, petit frère, et copain) de retourner au parc de l'Horreur avec eux pour y faire - discrètement - un reportage pour prouver la dangerosité des lieux. Ils jurent aux trois enfants que rien ne leur arrivera. Finalement, les enfants acceptent... Ils vont dans l'avion à destination du Parc de l'horreur. Ils achètent 5 billets et rentrent, mais une fois à l'intérieur, leurs cauchemars vont revenir à la vie. Ils ont réussi à sortir du parc de l'horreur une fois, pourront-ils renouveler l'exploit?

## Commentaire
Contrairement au livre dont il est la suite, ce livre n'a jamais été adapté en épisode dans la série télévisée canadienne Chair de poule.